# Ellen Malcolm
Ellen R. Malcolm, född 2 februari 1947 i USA, är en amerikansk aktivist med en lång karriär inom amerikansk politik, särskilt inom området finansiering av politiska kampanjer. Hon grundade EMILY's List 1985 och var dess ordförande fram till 2010. Hon är arvtagare till en stor ägarpost i IBM.   

## Biografi
Malcolm utbildade sig vid Montclair Kimberley Academy och tog kandidatexamen 1965. Efter att ha tagit masterexamen i experimentell psykologi vid Hollins College 1969, George Washington University, arbetade hon för lobbyorganisationen Common Cause på 1970-talet. Hon var pressekreterare för National Women's Political Caucus och senare för Esther Peterson, särskild assistent för konsumentfrågor i president Jimmy Carters administration. Hon grundade EMILY's List, en organisation för politisk opinionsbildning, som stöder valet till offentliga ämbeten av kvinnliga demokrater med positiv inställning till kvinnors rättigheter. Hon var också ordförande i Amerika Coming Together (ACT). År 2007 var hon medordförande i Hillary Clintons valkampanj, och 2010 utsågs hon till ledamot i National Park Foundations styrelse.
Tillsammans med Craig Unger skrev Malcolm When Women Win: Emilys List and Rise of Women in American Politics, publicerad 2016.

## Utmärkelser
Malcolm utsågs av Vanity Fair till en av USA:s mest inflytelserika kvinnor (1998), en av de 100 viktigaste kvinnorna i USA av Ladies' Home Journal (1999), en av Årets kvinnor av Glamour (1992), och mest värdefulla aktör av American Association of Political Consultants.